# Llac Mead

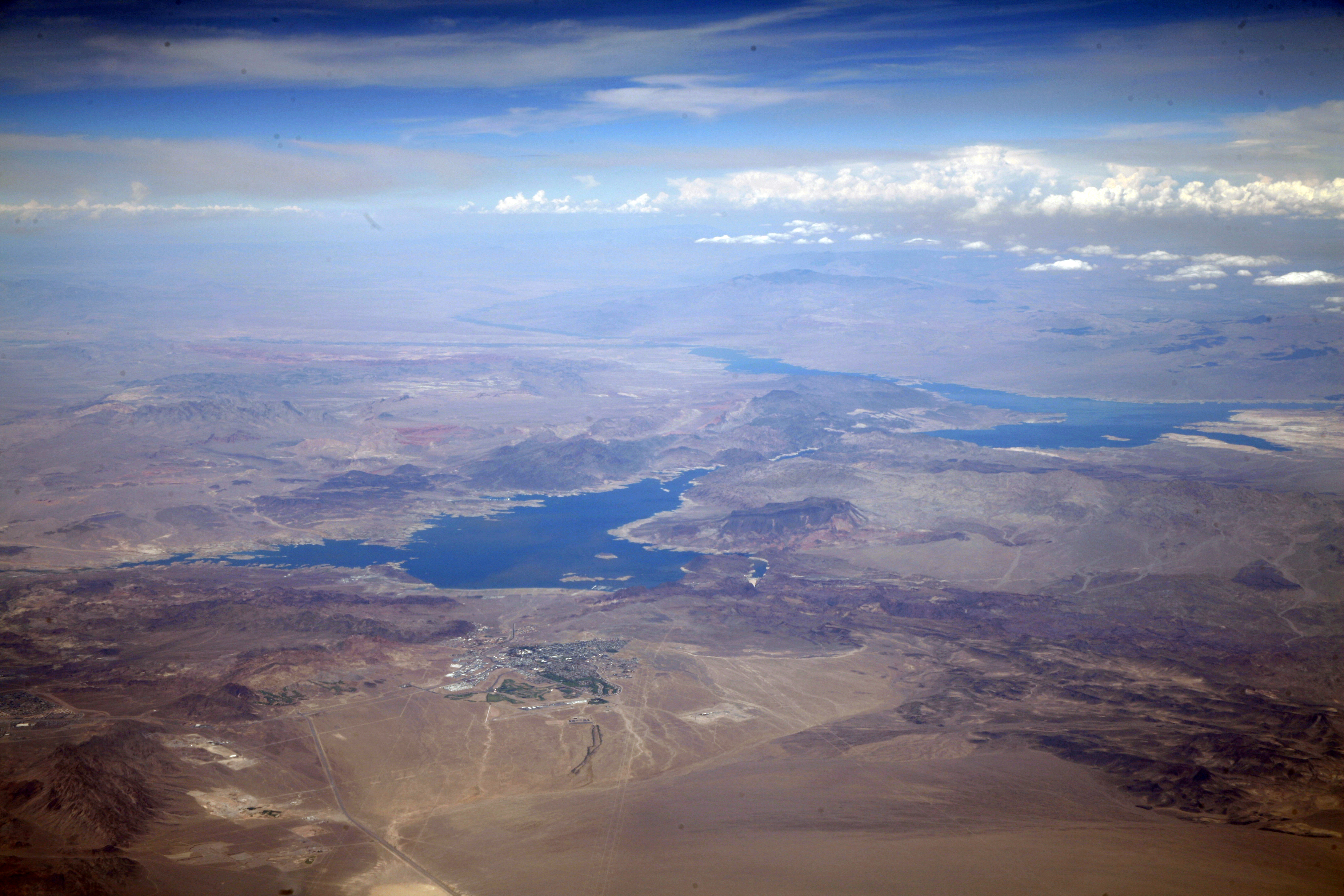
Llac Mead

El Llac Mead (en anglès: Lake Mead) és el reservori (embassament) d'aigua més gran en capacitat màxima dels Estats Units. Es troba a la conca del riu Colorado entre els estats de Nevada i Arizona concretament als comtats de Clark (Nevada) i el comtat de Mohave (Arizona). Està format per la presa Hoover (Hoover Dam). El llac mead fa 180 km de llargada quan és completament ple i la seva fondària màxima és de 150 m. La seva superfície és de 640 km² i la seva capacitat és de 28 milions d'acres-peus. Tanmateix, aquest llac no ha arribat a la seva capacitat màxima d'aigua des de fa més d'una dècada, per motiu de la sequera en augment.

## Història

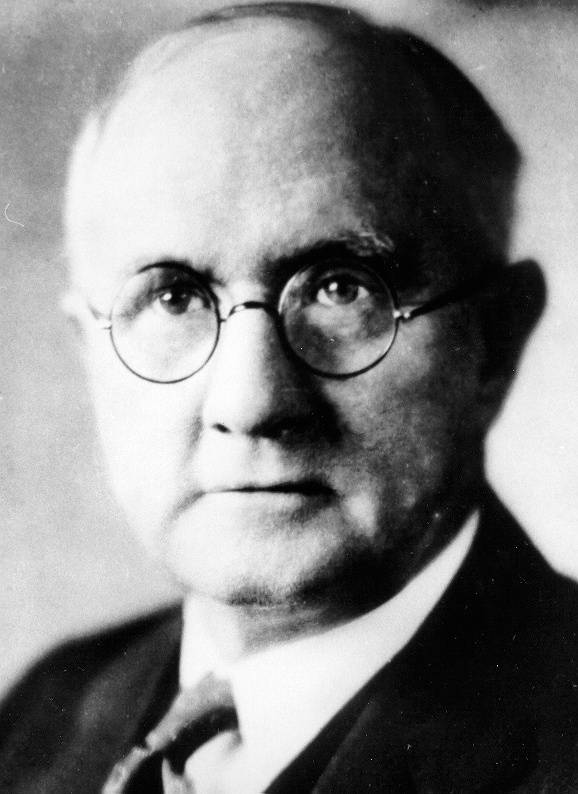
Elwood Mead

Aquest llac rep el nom per Elwood Mead (1858 – 1936), qui era el comissari de l'U.S. Bureau of Reclamation des de 1924 a 1936 durant la planificació i construcció del Boulder Canyon Project que va formar la presa i aquest llac. El llac Mead es va establir com a Boulder Dam Recreation Area el 1936, administrat pel National Park Service. L'any 1964 es va canviar a Lake Mead National Recreation Area aleshores incloent sota la seva jurisdicció el Llac Mohave i el Shivwits Plateau. Per la construcció de l'embassament va caldre evacuar algunes poblacions la més important de les quals era St. Thomas, Nevada, el darrer resident de la qual s'hi va estar fins a l'any 1938. The ruins of St. Thomas are sometimes visible when the water level in Lake Mead drops below normal.

## Geografia

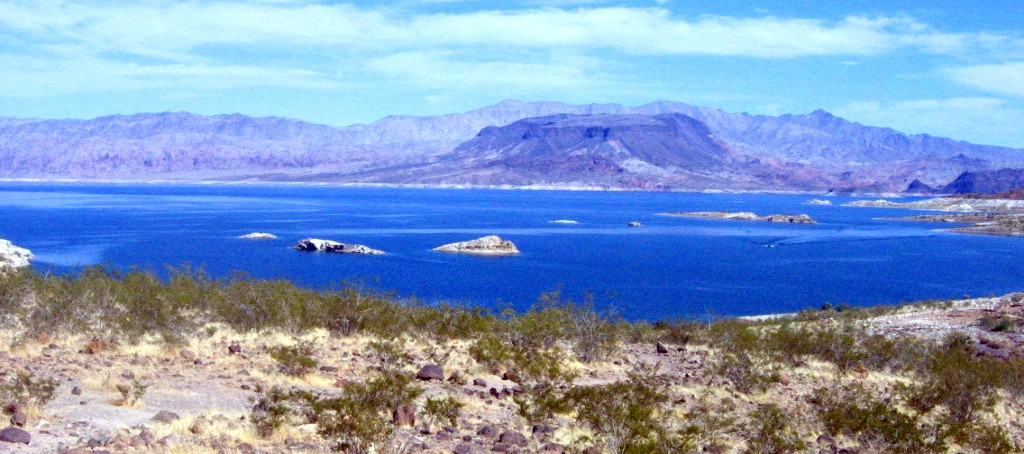
Lake Mead, 2 de maig de 2006

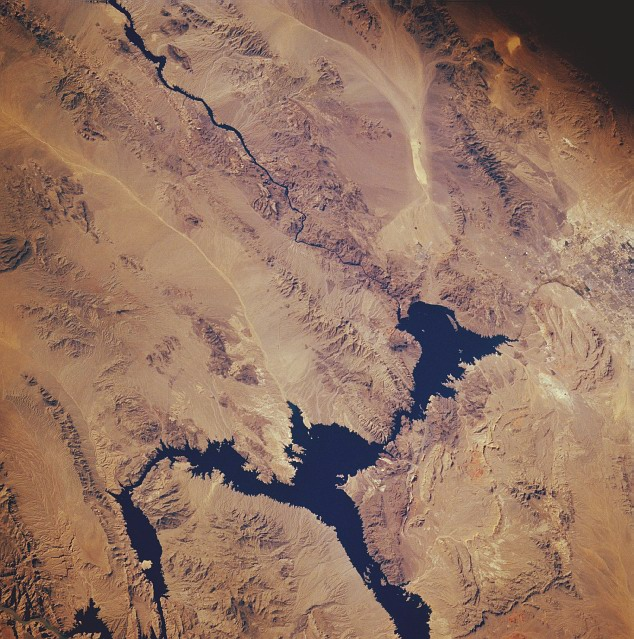
El llac Mead des de l'espaim novembre de 1985. Es pot veure el riu Colorado al sud.

Aquest llac està dividit en diverses masses d'aigua. La massa d'aigua principal, Boulder Basin, és prop de la presa Hooover. La serralada de les muntanyes Jagged envolten el llac, també s'hi troben les River Mountains i les Muddy Mountains
Las Vegas Bay és el final de les Las Vegas Wash única sortida d'aigües des de la Vall de Las Vegas (Las Vegas Valley).